# Niealimentacja
Niealimentacja – przestępstwo polegające na uchylaniu się przez sprawcę od ciążącego na nim obowiązku alimentacyjnego. Do przestępstwa dochodzi, jeżeli łączna wysokość powstałych wskutek tego zaległości stanowi równowartość co najmniej 3 świadczeń okresowych albo jeżeli opóźnienie zaległego świadczenia innego niż okresowe wynosi co najmniej 3 miesiące. Od 31 maja 2017 r. przestępstwo to ma typ kwalifikowany.
Pod pojęciem uchylania się należy rozumieć złą wolę sprawcy, który pomimo posiadanych możliwości finansowych nie chce łożyć na utrzymanie uprawnionego. Stan taki musi się utrzymywać przez dłuższy czas. Do 30 maja 2017 r. by mógł został spełniony warunek uporczywości konieczne było zdaniem Sądu Najwyższego, by sprawca nie wpłacił 3 kolejnych rat alimentów.
Obowiązek alimentacyjny może wynikać z orzeczenia sądowego, także o charakterze tymczasowym, jak również z mocy samej ustawy.
Do podstawowych potrzeb życiowych zalicza się między innymi wyżywienie, ubranie, mieszkanie, zdobycie wykształcenia, przy czym należy podkreślić, że dokładniejsze zdefiniowanie tych potrzeb zależy od statusu społecznego uprawnionego i obowiązanego. Należy je określać na takim poziomie, na jakim byłyby zaspokajane, gdyby zobowiązany dobrowolnie łożył na uprawnionego do alimentacji.
Dla bytu kwalifikowanego typu przestępstwa jest wymagane narażenie uprawnionego na niemożliwość zaspokojenia potrzeb. Narażenie to występuje, gdy uprawnionego utrzymuje osoba niemająca wobec niego obowiązku alimentacyjnego (czyli w każdej chwili może zaprzestać finansowania jego potrzeb), a także gdy podstawowe potrzeby są wprawdzie zaspokajane, ale kosztem nadmiernego wysiłku innej osoby zobowiązanej do alimentacji (np. drugiego rodzica). Tym bardziej przestępstwo jest popełnione wtedy, kiedy podstawowe potrzeby życiowe pokrzywdzonego nie są zaspokajane w ogóle, lub są zaspokajane tylko częściowo.
Ściganie przestępstwa następuje na wniosek pokrzywdzonego, organu pomocy społecznej lub organu podejmującego działania wobec dłużnika alimentacyjnego. Jeżeli pokrzywdzonemu przyznano odpowiednie świadczenia rodzinne albo świadczenia pieniężne wypłacane w przypadku bezskuteczności egzekucji alimentów, ściganie przestępstwa odbywa się z urzędu.
Nie podlega karze sprawca przestępstwa w typie podstawowym, który nie później niż przed upływem 30 dni od dnia pierwszego przesłuchania w charakterze podejrzanego uiścił w całości zaległe alimenty. Sąd odstępuje od wymierzenia kary, jeżeli nie później niż przed upływem 30 dni od dnia pierwszego przesłuchania w charakterze podejrzanego sprawca przestępstwa w typie kwalifikowanym uiścił w całości zaległe alimenty, chyba że wina i społeczna szkodliwość czynu przemawiają przeciwko odstąpieniu od wymierzenia kary.